# Tiê-de-bando
Tangará-de-coroa-vermelha ou tiê-de-bando (nome científico: Habia rubica) é um passeriforme da família Cardinalidae. Conhecido também como tchá-tchá-tchá, tiê-do-mato-grosso e tiê-da-mata.

## Nome Científico
Seu nome científico significa: do guarani habia = nome indígena para várias aves (tentilhões e sanhaços); e do grego rubica, rubicus = avermelhado. Pássaro avermelhado.

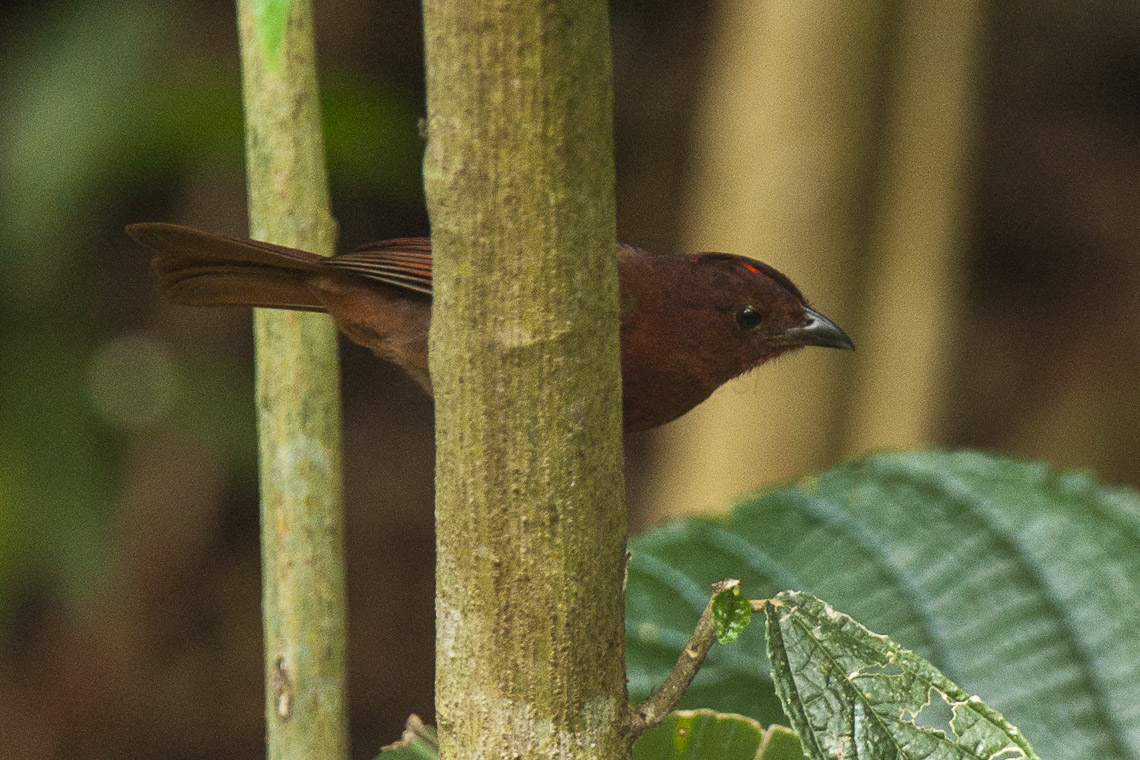
Um exemplo de tiê-de-bando, foto tirada no Panamá

## Características
Mede cerca de 19,5 cm de comprimento e pesa 40 gramas. O macho é vermelho-amarronzado com o alto da cabeça vermelho e a fêmea é marrom-olivácea com uma pequena faixa amarela no alto da cabeça.

### Alimentação
Vive freqüentemente junto a bandos de outros pássaros que se alimentam de insetos, alimentando-se ainda de pequenas aranhas e frutos e sementes.

### Reprodução
Faz ninho em formato de xícara rasa. Põe 2 ou 3 ovos branco-azulados com manchas escuras, tendo em média 2 ninhadas por estação.

### Hábitos
Varia de incomum a comum no estrato inferior de florestas úmidas e bordas de florestas. Vive aos pares ou em pequenos grupos familiares.

### Distribuição geográfica
É encontrado do México ao Brasil.

## Taxonomia
Nomear subespécies pensando na possibilidade de representar espécies diferentes, enquanto uma recente análise filogenética baseada em marcadores mitocondriais e nucleares que também levou em consideração as diferenças em sons e, em menor grau, nas colorações das plumagens, sugerem que até três espécies podem ser diferenciadas: o grupo rubra sobre todo o resto da América do Sul, os rubicoides na América Central, e a própria espécie mencionada. Contudo, diferenças entre os grupos raciais não são sempre nítidas ou pronunciadas. Muitas das numerosas subespécies são fracamente diferenciadas e difícil de serem reconhecidas. No total são dezessete subespécies reconhecidas:
- Habia rubica rubicoides (Lafresnaye, 1844) - Sul do México (Puebla, Oaxaca, Tabasco e Chiapas), Guatemala e Belize até Honduras, El Salvador e Nicarágua.
- Habia rubica holobrunnea (Griscom, 1930) - Leste do México, de Tamaulipas até o norte de Oaxaca.
- Habia rubica rosea (Nelson, 1898) - Costa do Pacífico no sudoeste do México, de Nayarit e Jalisco até Guerrero.
- Habia rubica affinis (Nelson, 1897) - Sudoeste de Oaxaca.
- Habia rubica nelsoni (Ridgway, 1902) - Península do Yucatán.
- Habia rubica alfaroana (Ridgway, 1905) - Noroeste da Costa Rica (Guanacaste).
- Habia rubica vinacea (Lawrence, 1867) - Costa do Pacífico na Costa Rica (Península de Nicoya) e Panamá (Darién).
- Habia rubica perijana (Phelps, Sr & Phelps, Jr, 1957) - Região da Sierra de Perijá, na Venezuela, e também na Colômbia.
- Habia rubica coccinea (Todd, 1919) - Sopé dos Andes no oeste da Venezuela (sul de Lara) e na Colômbia (norte de Santander, nordeste de Boyacá e oeste de Casanare); também encontrada no noroeste da Colômbia (Córdoba).
- Habia rubica crissalis (Parkes, 1969) - Noroeste da Venezuela, nas montanhas de Anzoátegui e Sucre.
- Habia rubica rubra (Vieillot, 1819) - Trinidad.
- Habia rubica mesopotamia (Parkes, 1969) - Leste da Venezuela (região de Yuruán e Bolívar).
- Habia rubica rhodinolaema (Salvin & Godman, 1883) - Colômbia, no leste dos Andes (de Meta a Caquetá), leste do Equador, nordeste do Peru e noroeste do Brasil.
- Habia rubica peruviana (Taczanowski, 1884) - leste do Peru, oeste do Brasil e norte da Bolívia (ao sul de Santa Cruz).
- Habia rubica hesterna (Griscom & Greenway, 1937) - Brasil central, ao sul da região da Amazônia (leste do Rio Xingu e Mato Grosso).
- Habia rubica bahiae (Hellmayr, 1936) - Nordeste e centro-leste do Brasil (Alagoas; Bahia).
- Habia rubica rubica (Vieillot, 1817) - Sudeste do Brasil (do sul de Minas Gerais e Espírito Santo até o Rio Grande do Sul), leste do Paraguai e nordeste da Argentina (Misiones).[7]